# Kabinett Geyso
Das Kabinett Geyso bildete von November 1856 bis November 1861 die von Herzog Wilhelm eingesetzte Landesregierung des Herzogtums Braunschweig.
| Amt                                                                     | Name                                                                                  |
| Vorsitzender des Staatsministeriums Auswärtige Angelegenheiten Finanzen | August von Geyso                                                                      |
| Inneres, Kirchen- und Schulangelegenheiten (bis Januar/Februar 1861)    | Gustav Langerfeldt, November 1856 – Januar/Februar 1861 Wilhelm Schulz, ab April 1861 |
| Justiz, Kirchen- und Schulangelegenheiten (ab Januar/Februar 1861)      | Burckhard von Campe                                                                   |